# 李森桂
李森桂（1927年5月—2015年9月17日），陕西省子洲县人，中华人民共和国政治人物。

## 生平
参加第二次国共内战，担任米脂县委、绥德地委、陕北地区党委工作。中华人民共和国成立后，担任黄龙县委第一书记、延安大学党委副书记。1978年6月，担任延安行署专员、延安地委书记等职；1982年9月，任陕西省委常委兼政法委书记；1988年5月，任陕西省政协副主席。2015年9月17日去世。